# Anamudi
Anamudi è una montagna dell'India situata nello stato del Kerala e più precisamente tra i distretti di Ernakulam e Idukki. 
Con un'altitudine di 2.695 m s.l.m. è la vetta più elevata della catena montuosa dei Ghati Occidentali e dell'India meridionale, è anche il punto più elevato in India al di fuori del sistema Himalaya-Karakorum. 
Si trova nella regione meridionale del Parco nazionale di Eravikulam tra le Colline Cardamomo, Anaimalai e Palni. La città più vicina è Munnar a 13 km di distanza. Le pendici nord e sud sono tendenzialmente dolci, mentre sono più ripide a est e ovest. 
La prima salita nota alla vetta dell'Anamudi venne eseguita dal generale Douglas Hamilton dell'Esercito di Madras il 4 maggio 1862, ma è altamente probabile che vi fossero state in precedenza salite da parte della popolazione locale.